# A10 (автомагистраль, Нидерланды)
Автомагистраль A10 (нидерл. Rijksweg 10, Autosnelweg 10 или A10) — нидерландская автомагистраль, кольцевая дорога вокруг города Амстердам. Это единственная кольцевая автодорога в Нидерландах, которая на всём протяжении имеет один и тот же номер.
Длина A10 составляет 32 км. Отсчёт гектометровых столбов начинается с развязки Кунплейн и продолжается по часовой стрелке, в то время как нумерация съездов и городских маршрутов ведётся против часовой стрелки — из-за исторической последовательности строительства (см. ниже).
Автомагистраль соединяется с пятью другими шоссе: , , ,  и . Входит в состав международных маршрутов E 22, E 35 и E 19.
Автомагистраль A10, по которой в среднем проезжают около 4600 транспортных средств в час, является одной из самых загруженных дорог в Нидерландах и важнейшей транспортной артерией города.
Трасса проходит по территории муниципалитетов Амстердам и Аудер-Амстел. Кольцо A10 не охватывает несколько районов Амстердама, включая Нью-Уэст, Бёйтенвелдерт, Ланделийк-Норд, Зёйдост, Эйбург и Весп.
На северном и восточном участках, между развязками Кунплейн, Ватерграфсмер и Амстел, автомагистраль A10 входит в состав (и одновременно является началом) европейского маршрута E35. Западный участок между развязками Де-Ниве-Меер и Кунплейн относится к маршруту E22, а южный участок между развязками Де-Ниве-Меер и Амстел с 2011 года включён в трассу E19.

## История
Строительство кольцевой автодороги как автомагистрали началось в 1962 году. Однако ещё в 1948 году на части будущего маршрута была проложена городская улица — Мультатуливег, а запланированный канал Джеймс Росскаде так и не был построен. Также существовали планы по созданию дорог, аналогичных американским «англ. parkways» — комбинации зелёных насаждений и шоссе, проходящего сквозь них. В Нидерландах такие идеи не получили распространения; единственным реализованным «парквей»-проектом стала Зеевег (N200) в Блумендале-ан-Зее.
Первый участок автомагистрали A10 был сдан в эксплуатацию в 1966 году, когда Кунтуннель был открыт 21 июня 1966 года, а также участок между развязкой Кунплейн и площадью Бос-эн-Ломмерплейн. Западная часть A10 (ранее также называлась Эйнштейнвег, теперь A10-West) была открыта 2 апреля 1975 года, южная часть — 7 июля 1981 года, а восточная и северная — в 1990 году, после завершения строительства второго туннеля под рекой Эй — Зеебюргертуннель.